# Asota speciosa
Asota speciosa är en fjärilsart som beskrevs av Dru Drury 1773. Asota speciosa ingår i släktet Asota och familjen nattflyn. Inga underarter finns listade i Catalogue of Life.